# Мещерякова, Елена Владимировна
Еле́на Влади́мировна Мещеряко́ва (род. 13 сентября 1971, СССР) — российская и американская журналистка, телеведущая, режиссёр. Известна по работам на телеканалах «Первый канал», «REN-TV» и «RTVI».

## Биография
Елена Мещерякова родилась 13 сентября 1971 года.
В 1988 году — выпускница лицея МАОУ «Лицей № 11» города Великие Луки с золотой медалью.
В 1995 году окончила телеотделение факультета журналистики Московского государственного университета им. М.В. Ломоносова.

## Телевидение
Ещё на первом курсе учёбы в университете Елена стала работать на телевидении. Училась мастерству у Александры Ливанской.
В девяностые годы работала на «1 канале». Работала корреспондентом в программах: «До и после полуночи» и «В городе N», а также автор и режиссёр проектов «Дневники ММКФ».
С 1993 по 1995 год была ведущей информационной программы «Новости без политики».
С 1998 по 2004 год — ведущая новостей на канале «REN-TV». В конце девяностых также работала корреспондентом в программе «Облако-9» на канале «ТВЦ».
В 2004 году Елена переезжает в Израиль, через пару недель журналистка выходит в эфир с сюжетами для новостей «REN-TV», канал открыл там свой корпункт.
С 2004 по 2008 год — специальный корреспондент «RTVI» в Израиле.
В 2006 году была ведущей программы «Поле зрения» на телеканале «Звезда». Вела программу вместе с Артёмом Симонян.
В ноябре 2006 года телекомпания «НТВ» объявила об учреждении профессионального конкурса «Профессия — репортёр» для тележурналистов. Среди участников конкурса была и Елена Мещерякова. Её репортажи не только были приняты в конкурсную программу, но и вошли в финал в двух номинациях: «Новостной репортаж» и «Репортаж на русском языке корреспондента иностранного канала». В 2007 году во второй номинации одержала заслуженную победу.
С 2008 по 2017 год — корреспондент «RTVI» в США. Работала корреспондентом новостей «РЕН ТВ», новостей на канале «RTVI» и в программе «Эхо недели», также была ведущей программы «Русский акцент».
С октября 2017 года — корреспондент «Голоса Америки» в Нью-Йорке.

## Семья
Замужем. Воспитывает сына (род. 2002).

## Награды
В 2008 году Елена вместе с коллегами в израильской редакции RTVI (продюсер Михаил Ковенский и оператор Павел Коган) сняли фильм «Замужем за палестинцем». Лента стала лауреатом Сингапурского фестиваля дебютного кино.
В 2010 году на Swansea Bay Film Festival, проходившем под патронажем известной актрисы Кэтрин Зеты-Джонс, первый приз в категории «Лучший документальный фильм» получила лента израильских режиссёров Елены Мещеряковой и Михаила Ковенского. Документальный фильм назывался: «Соль в салате. Соната в семи частях».